# Иерусалим (картина)
«Иерусалим» (фр. Jerusalem), или «Голгофа» (фр. Golgotha), «Распятие» (фр. La Crucifixion), «Свершилось» (лат. Consumatum est) — картина французского художника Жана-Леона Жерома, написанная им в 1867 году. Находится в коллекции музея Орсе в Париже (Франция).

## История и контекст

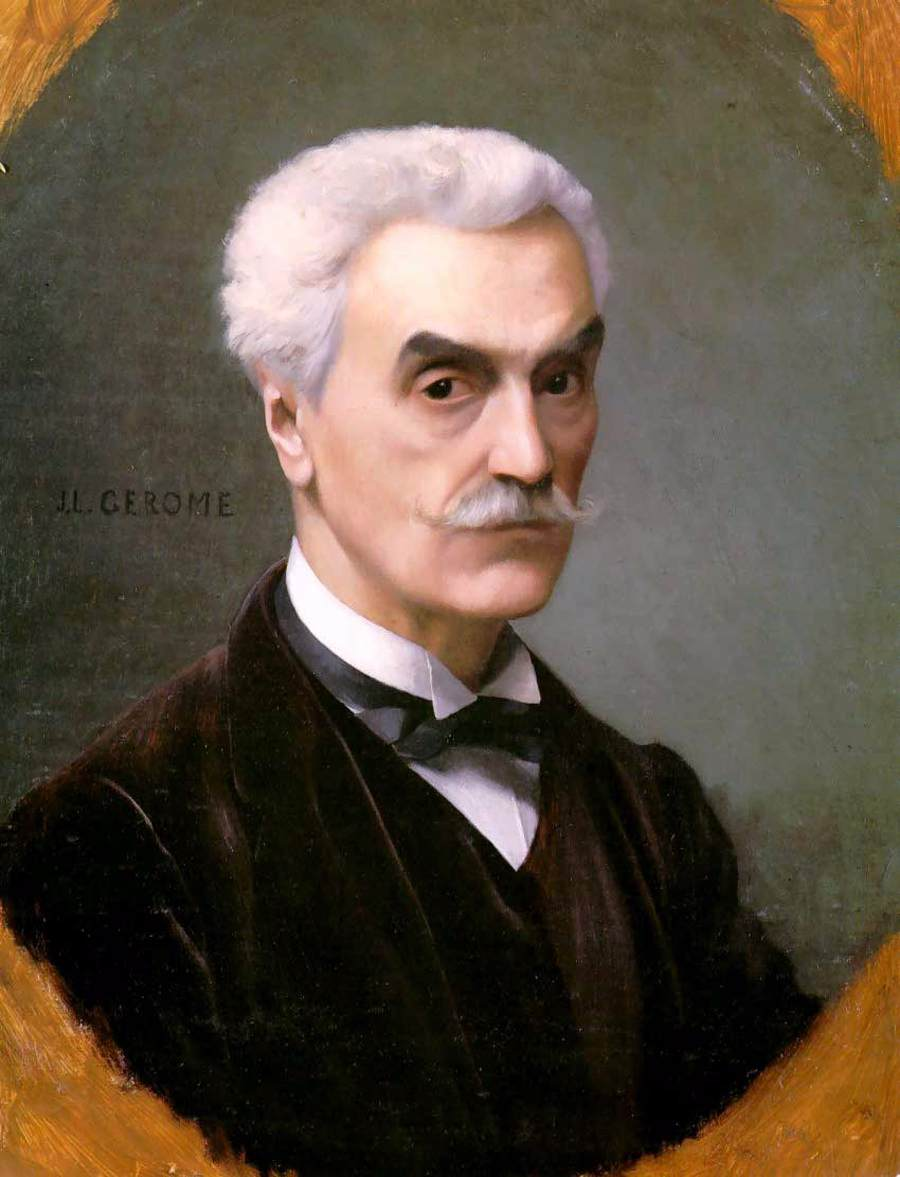
Жан-Леон Жером, автопортрет, 1886 год

Французский живописец Жан-Леон Жером (1824—1904) учился у известных художников Поля Делароша и Шарля Глейра, прививших ему на всю оставшуюся жизнь страсть к путешествиям, изучению обычаев разных народов, а также особую любовь к Востоку. Первые картины Жерома были высоко оценены одним из самых уважаемых и влиятельных художественных критиков — Теофилем Готье, ставшим впоследствии его другом. На заре рождения массовой культуры провинциал Жером пошёл навстречу новой публике формирующейся буржуазной Франции, став знаменитым у салонной аристократии, познакомив её как со своими академическими портретами и мелодраматическими полотнами, так и с картинами о наполеоновских походах и жизни на арабских базарах, а также работами на мифологические и эротические темы. Находясь на пике своей карьеры в искусстве, Жером был постоянным гостем императорской семьи и занимал должность профессора в Школе изящных искусств. Его студия была местом встречи художников, актёров и писателей, а сам он стал легендарным и уважаемым мастером, известным своим язвительным остроумием, пренебрежительным отношением к дисциплине, однако жёстко регламентированными методами преподавания и крайней враждебностью к импрессионизму.
В это время во Франции появился запрос на новый подход к исторической живописи, выраженный в словах историка Проспера де Баранта, писавшего, что «мы все хотим знать о том, как жили более ранние общества и отдельные личности. Мы требуем того, чтобы их образ был ясно виден в нашем воображении, и чтобы они предстали живыми перед нашими глазами». C конца 1850-х годов Жером оказался невероятно предприимчив в выборе пользовавшихся популярностью исторических сюжетов, начиная от Древней Греции и Рима. В то же время Жером будто ответил на призыв Баранта, взявшись за довольно эклектичное переосмысление своего академизма, во многом находясь под влиянием Жан-Огюст-Доминика Энгра, писавшего свои картины на древнегреческие темы через призму личной и повседневной жизни, а также своего учителя Делароша, выбравшего более понятный общественности театральный подход в живописи на исторические сюжеты. Жером начал работать над достижением баланса между реализмом почти документальной точности и научным подходом к образной реконструкции исторических событий, развив в себе умение мастерски управлять повествовательным потенциалом сюжетов своих картин, ввиду чего они производили неизгладимое впечатление на зрителей. Жером отказался от поэтических обобщений и идеализации главных героев, однако уравновешенная и дотошная в деталях живописная техника художника практически делала людей непосредственными свидетелями событий прошлого. Вместе с тем Жерома часто обвиняли в том, что он работает на потребу публике и не задумывается о будущей востребованности сюжетов своих картин.
После большого успеха картин на экзотические и чувственные восточные сюжеты, в 1867 году Жером вернулся к своей любимой исторической живописи, которую ставил выше прочих жанров, невзирая на снизившийся к ней интерес общества. Историческую точность, в этот раз основывающуюся на опубликованной ещё в 1863 году довольно натуралистичной книге «Жизнь Иисуса» Эрнеста Ренана, вызвавшей серьёзные богословские толки во второй половине XIX века, Жером дополнил личными археологическими и топографическими наблюдениями, уточнёнными во время многочисленных путешествий по Ближнему Востоку, в частности, в Святую Землю. В очередной раз в Египет и Палестину он отправился в 1868 году в группе из шести художников и официального фотографа. В середине января они прибыли в Александрию, а 3 апреля, проделав путь через Синай на караване верблюдов, прошли Хеврон и вошли в Иерусалим, поставив палатки прямо напротив Яффских ворот. В последующие дни, ознаменовавшиеся приходом Вербного воскресенья, путешественники посетили священный город, и 7 апреля поднялись на восточный склон Елеонской, или Масличной горы, с которой Жером сделал целый ряд зарисовок местности, в чём ему не помешал ни ветер, ни дождь. Ранним утром 12 апреля Жером простился со своей группой для того, чтобы отправиться во Францию к 2 мая, то есть открытию к Парижского салона, на котором были заявлены его полотна «Казнь маршала Нея» и «Иерусалим». Вероятнее всего, что Жером завершил большую часть картины перед отъездом на Ближний Восток, ещё в 1867 году.

## Композиция

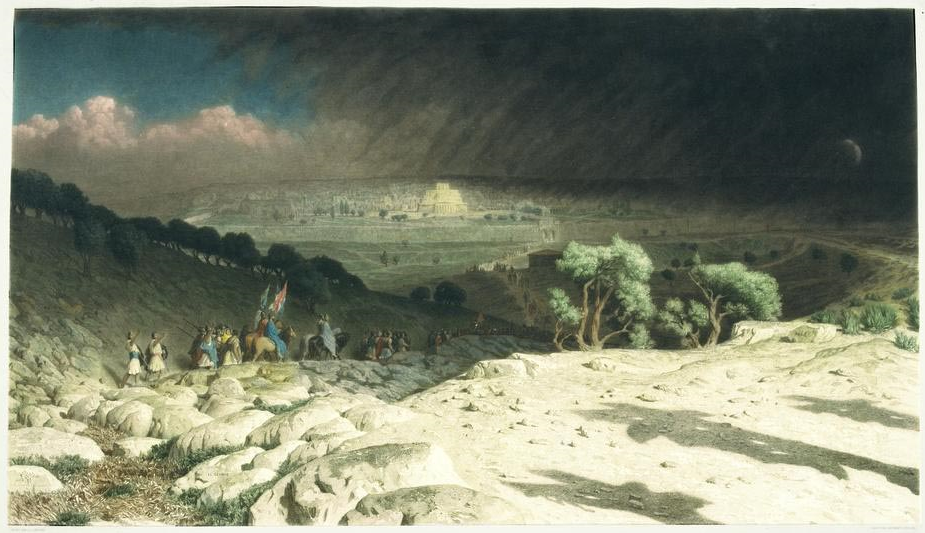
Гравюра работы Германа Эйхенса

Картина написана маслом на холсте, а её размеры составляют (82 x 144,5 см). На ней изображён момент сразу после распятия Христа с видом на Иерусалим с запада в сторону Храмовой горы. На переднем плане виден ярко освещённый заходящим солнцем склон скалистой горы, Голгофы, на котором можно различить гигантские тени от трёх крестов с висящими на них Иисусом Христом меж двух разбойников. Вооружённые солдаты-пехотинцы спускаются с горы по длинный извилистой дороге вниз по склону к языческому храму Венеры и через долину к двойным городским воротам. Двое римских солдат в белых туниках обернулись посмотреть на кресты и подняли руки вверх для того, чтобы попрощаться или просто закрыть глаза от заходящего солнца. В изображении этой сцены Жером, возможно, намекнул на первообращённых христиан: сотника Лонгина, пронзившего Христа своим копьём, и солдата Стефатона, протиравшего ему лицо смоченной в уксусе губкой. Над городскими стенами, прямо в середине холста, возвышается доминанта картины — Иерусалимский храм, тоже освещенный солнцем. Между тем, на небе с правой стороны картины на фоне тёмно-фиолетовых грозовых туч виден яркий полумесяц, изображение которого намекает на то, что по Евангелию Иисус скончался в три часа пополудни, после чего среди бела дня потемнело небо, с которого начали светить и солнце, и луна. Игра со светом и тенью, отбрасываемой тремя крестами, стоящими будто «за кадром» картины, производит довольно тягостное впечатление, усиливающееся драматизмом пейзажа. Композиция картины одновременно озадачивает зрителя и делает его участником происходящего, будто бы он стоит под крестами, символизируя его принадлежность к вселенной, причастность к событию поистине космического масштаба.

## Восприятие
Ориенталистские полотна Жерома были известны своей документальной точностью, вниманием к деталям и уравновешенной живописной техникой. Однако данная картина не является более подробной в отличие от других работ Жерома, но из-за реализованных в ней новаторских решений, заключавшихся в применении своего рода кинематографических или фотографических эффектов, композиция достигла новой степени сложности повествования, расходящейся с классической вековечной традицией изображения страстей Христовых. В связи с этим картина была сурово и резко раскритикована на Парижском салоне 1868 года. Теофиль Тор охарактеризовал тени как «причудливое и оригинальное изобретение», подразумевающее, что «тень от казни страшнее, чем сама казнь», однако добавил, что «идея, вероятно, немного слишком изобретательно литературная для живописи», и пожурил Жерома за увлечение «сенсационными сюжетами». Захария Аструк пожаловался на большое количество «мелких деталей» и «полное отсутствие простоты», сделав вывод о том, что «большая театральная апатия тяготит мозг этого художника». Жюль-Антуан Кастаньяри и вовсе упрекнул Жерома в том, что «драма пугает вас и вы показали нам концовку. Действие оказалось слишком неистовым для ваших ограниченных возможностей, так что вы показали нам последствие. Когда занавес упал, тогда вы нас и пригласили к действию». В то же время Эмиль Галишон отметил, что «никто не может польстить себе наличием такого фотографического зрения как у господина Жерома и обладанием даром наблюдательности столь высокой степени и возможностью транслировать полученное впечатление». Клавдий Лавернь саркастически назвал работы Жерома картинками с головоломками, которые по невозможно разгадать без пояснительного текста, охарактеризовав данную картину как «провокационную мистификацию», так как Иерусалим «никоим образом не напоминает священный город», Голгофа пуста, а тени на ней — «странное изобретение». Эдмон Абу, бывший участником экспедиции 1868 года и видевший в Жероме гениального художника, наполненного «ненасытным любопытством», отметил, что критики слишком резки к картине, в которой видна рука мастера, не защитив, однако, новаторства художника в трактовке библейских текстов.

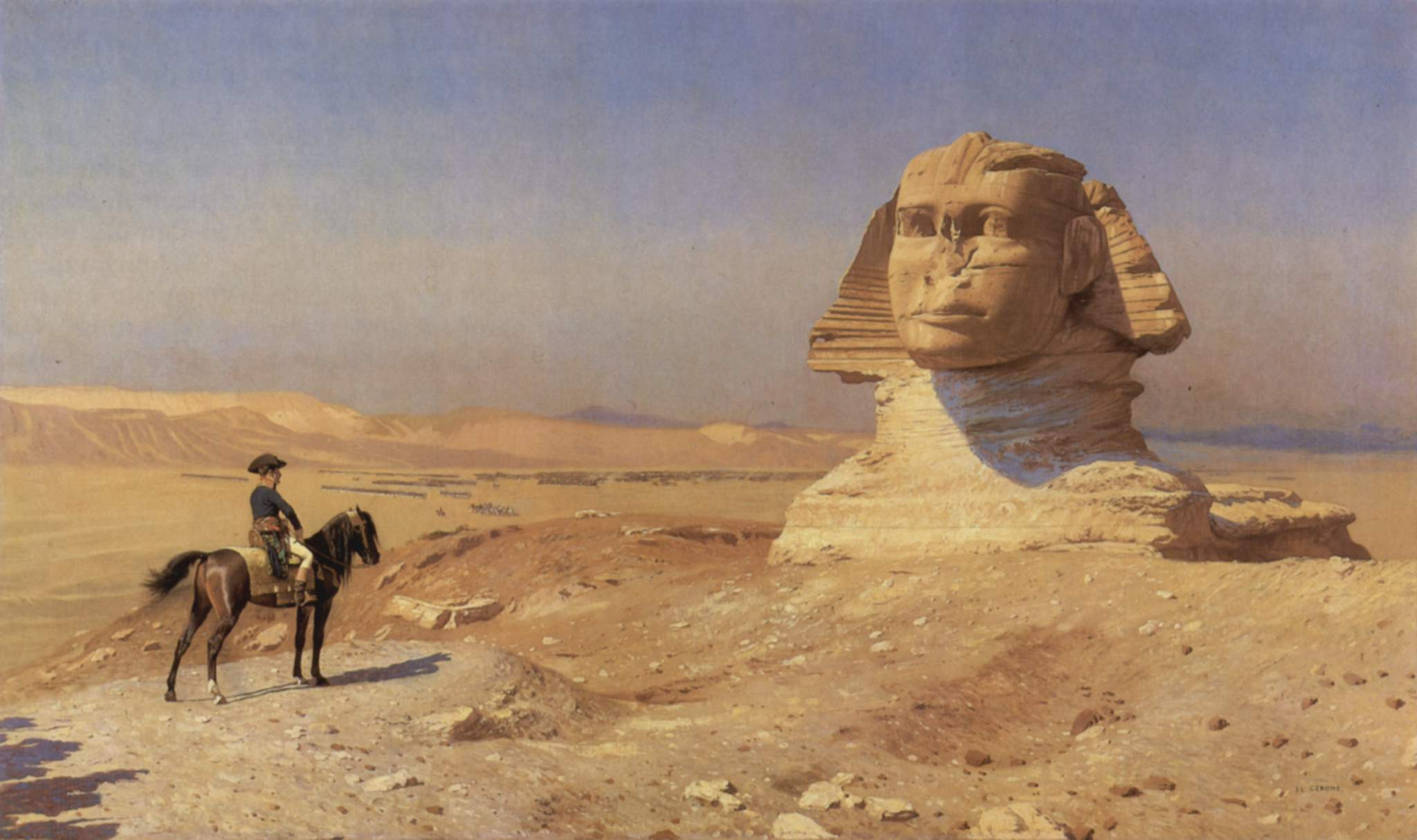
«Бонапарт перед сфинксом»
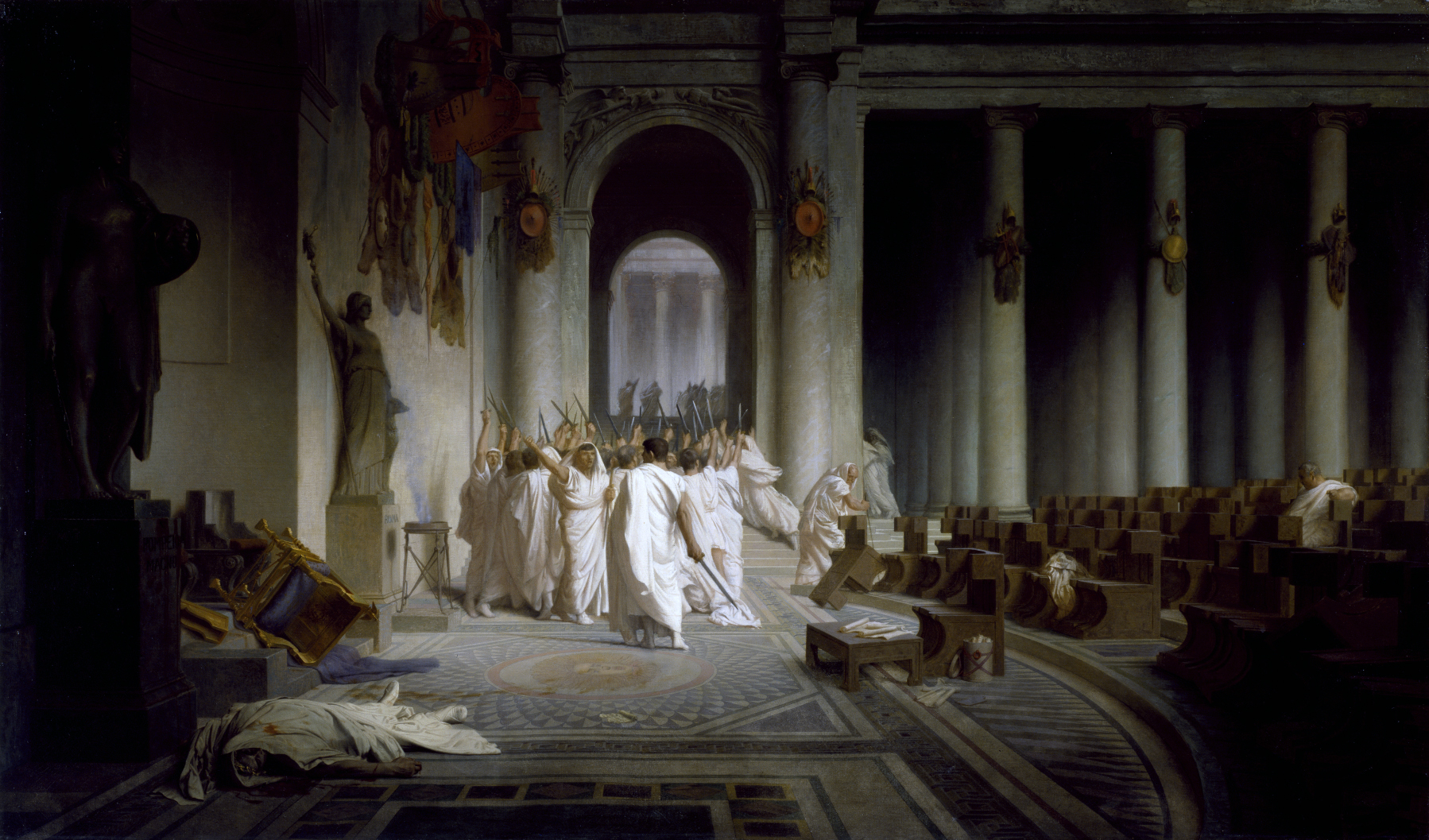
«Смерть Цезаря»
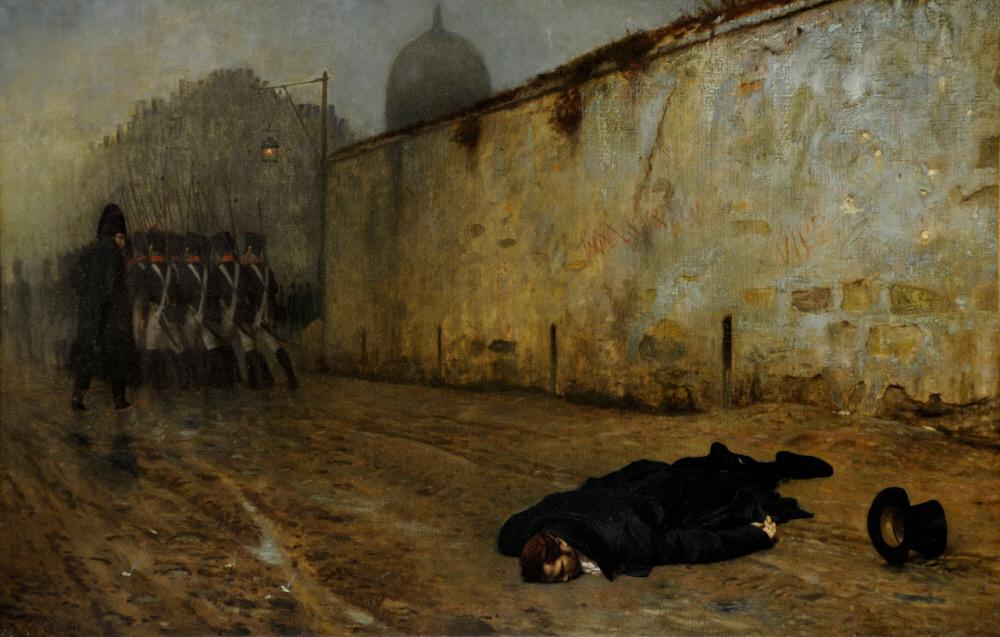
«Казнь маршала Нея»

Современные критики отмечают, что сочетая в творчестве искреннюю убеждённость в своей правоте с оригинальным художественным талантом, Жером стремился к гораздо большему, чем к простой реалистичности в реконструкции давно прошедших событий, а именно к возрождению жанра религиозной живописи с помощью невиданных доселе изобразительных решений в качестве способа донесения могущественных идей Евангелия. Между тем Жером не в первый раз использовал изображение теней в качестве зловещего знака постороннего присутствия. Об этом можно утверждать лишь взглянув на его картину того же периода «Бонапарт перед сфинксом», на которой перед Сфинксом в Гизе в полном одиночестве стоит сидящий на коне Наполеон, а позади на песке видны силуэты его тревожащихся спутников. В то же время контраст между жертвами и палачами можно увидеть в картинах «Смерть Цезаря» и «Казнь маршала Нея». В обоих случаях основное внимание уделяется нескольким мгновениям после драматической кульминации события, тела жертв лежат на переднем плане, в то время как палачи предстают мелкими и незначительными фигурами, в результате чего зритель будто оказывается в эпицентре событий, предпосылки и исход которых он уже давно знает.

## Судьба

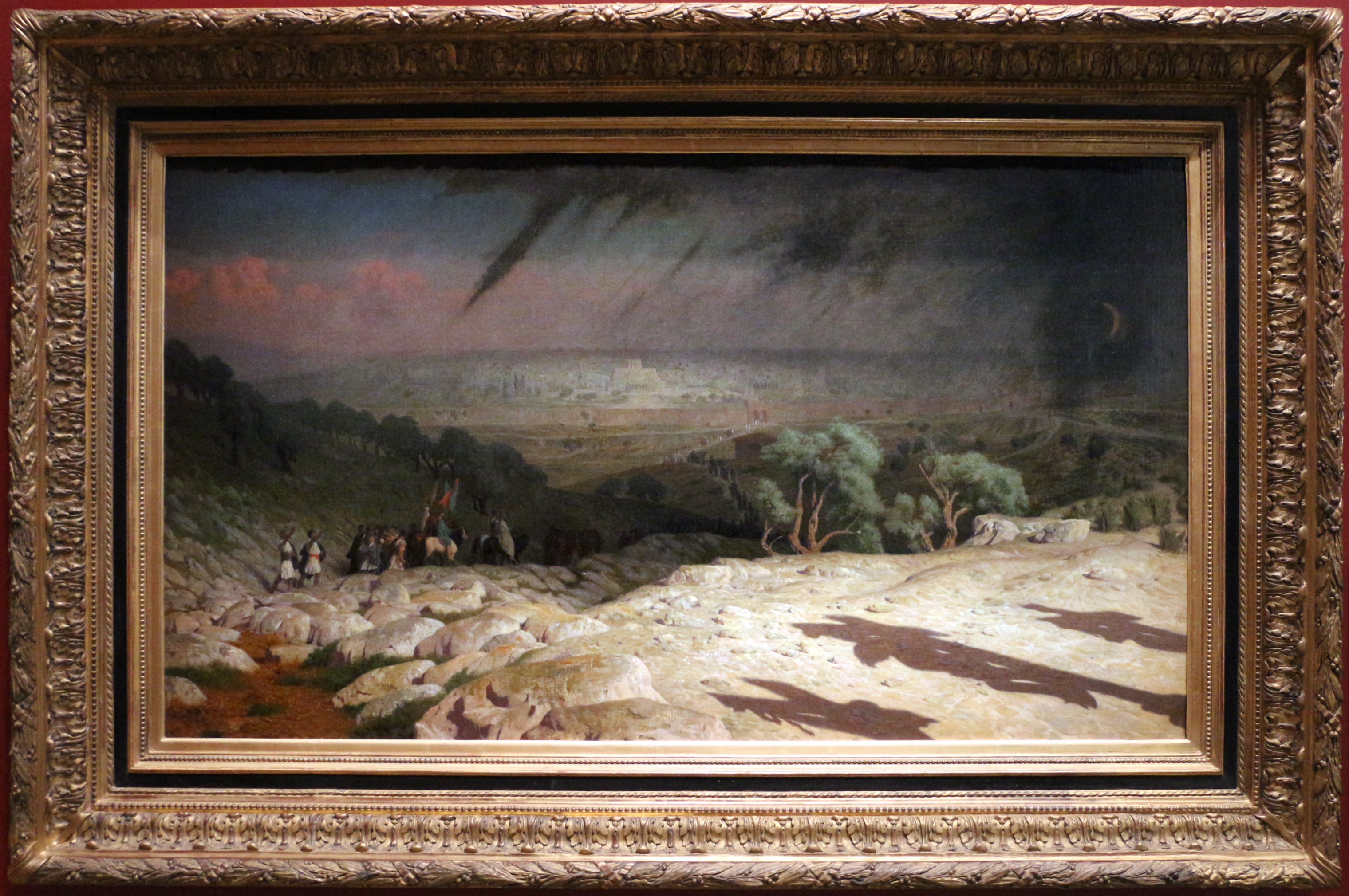
Картина в музее Орсе

Картина не пользовалась успехом у зрителей, на который надеялся Жером, ввиду чего в 1871 году компания «Boussod, Valadon & Cie» продала работу нью-йоркской фирме «Knoedler» за значительную сумму в размере 30 тысяч французских франков. Перед этим компанией была опубликована масштабная гравюра с картины, сделанная гравёром Германом Эйхенсом. В 1873 году картину купил Генри Н. Смит, в том же году одолживший работу для весенней выставки Бруклинской ассоциации искусств. Переходя из рук в руки, в 1990 году работа была выставлена на аукционе «Christie’s» в Нью-Йорке. В том же году картина приобретена музеем Орсе в Париже (Франция), где и находится в настоящее время.
В настоящее время картина известна как «Иерусалим», но в прежние годы она также фигурировала под такими названиями, как «Голгофа», «Распятие», «Свершилось». Последнее было дано по последним словам Христа на кресте, записанным в Евангелии от Иоанна 19:30.